# ماديسون هو
ماديسون هو (بالإنجليزية: Madison Hu)‏ هي ممثلة أمريكية، ولدت في 2 يونيو 2002 في لونغفيو في الولايات المتحدة.

## وصلات خارجية
- ماديسون هو على موقع IMDb (الإنجليزية)
- ماديسون هو على موقع روتن توميتوز (الإنجليزية)
- ماديسون هو على موقع ميوزك برينز (الإنجليزية)
- ماديسون هو على موقع قاعدة بيانات الفيلم (الإنجليزية)